# Émile Delmas (homme politique, 1834-1898)
Pour les articles homonymes, voir Émile Delmas et Delmas.
Émile Delmas, né le 27 mars 1834 à La Rochelle et mort le 19 octobre 1898 à La Rochelle, est un armateur et homme politique français.

## Biographie
Charles Émile Delmas est le fils du pasteur Louis Delmas (1804-1886) et de Sophie Chapron. Après sa scolarité au lycée de La Rochelle, il suit ses études à la Faculté de droit de Poitiers puis à celle de Paris. Il commence sa carrière à la préfecture de la Seine.
Il entre dans la maison de commerce d'Alfred Koechlin-Steinbach à Mulhouse après avoir épousé une des nièces de celui-ci, Irma Thierry (1840-1911). Il s'engagea dans l'armée le temps de la guerre franco-allemande de 1870 et retourna se fixer à La Rochelle après l'annexion de l'Alsace à l'Allemagne. Il fonde avec ses frères une maison d'armements maritimes.
Vice-président du Conseil général de la Charente-Inférieure et maire de La Rochelle de 1884 à 1893, Delmas est élu député de la Charente-Inférieure le 18 octobre 1885. Il est réélu lors des élections générales législatives de 1889.
Delmas consacre la dernière partie de sa vie aux voyages. En 1894, il visite l'Égypte et la Palestine et, fin novembre 1895, part de Marseille pour les Indes. Il passe à Ceylan, arrive à Singapour le 18 décembre puis quatre jours plus tard, gagne Java et Batavia où il visite le jardin botanique de Buitenzorg.
Par mer, il se rend à Surabaya qu'il traverse d'est en ouest. Il gagne le port de Pasuruan puis la station d'altitude de Tossari et fait l'ascension du Bromo (1er janvier 1896). Par le train, il gagne ensuite Surakarta puis Jogjakarta. Il voit le temple de Borobudur puis visite Tjilatjap, Tasikmalaya et Garut d'où il monte le Papandayan. Il escalade ensuite le Tangkuban Parahu, se rend à Tjiandjiur où il quitte le chemin de fer pour poursuivre à pied et rejoindre Buitenzorg.
Le 11 janvier, il quitte Batavia et revient à Colombo (19 janvier) pour se lancer dans une exploration détaillée de Ceylan. Il visite alors le jardin botanique de Peradeniya puis Anuradhapura et Nuwara Eliya avant de regagner Colombo. Il traverse alors le golfe de Mannar et débarque à Tuticorin. Il voyage à Pondichéry et à Madras d'où il gagne Calcutta. Il remonte le Gange, traverse le Teraï et prend le train à Siliguri pour rejoindre Darjeeling.
Il se rend ensuite à Bénarès puis Lucknow, Cawnpore, Agra, Fatehpur-Sikri et Mathura et arrive début mars à Delhi. Par le chemin de fer, il gagne Amritsar puis Lahore et le Peshawar avec l'espoir de pouvoir aller jusqu'à Kaboul. Le 13 mars, il franchit la passe de Khyber mais l'émir de Kaboul lui refuse l'entrée dans ses états.
De retour à Dehli, il traverse le Rajputana par Alwar, Jaipur et Ajmer, visite les sanctuaires du Mont Abu, entre à Ahmedabad, Baroda avant d'atteindre fin mars Bombay. Il se rend alors à Ellora et ses quarante grottes avant de revenir à Bombay par Deogiri et Aurangabad. Le 18 avril, il embarque à Bombay pour Marseille qu'il rejoint après plus de cinq mois d'absence.

## Publications
- Égypte et Palestine, 1896 (illustration d'Émile Couneau)
- Java, Ceylan, les Indes. Excursion sous l'équateur et la zone torride, 1897

## Sources
- « Émile Delmas », dans Adolphe Robert et Gaston Cougny, Dictionnaire des parlementaires français, Edgar Bourloton, 1889-1891 [détail de l’édition]
- « Émile Delmas », dans le Dictionnaire des parlementaires français (1889-1940), sous la direction de Jean Jolly, PUF, 1960 [détail de l’édition]